# اندیس کبالت (لقمان نعمت)
کبالت (لقمان نعمت) یک اندیس فلزی است که در  استان فارس قرار دارد و مادهٔ معدنی موجود در آن، کبالت است.  